# 부안민란
부안 민란(扶安民亂)은 1862년(철종 13) 전라도 부안에서 일어난 민란이다.
철종 때 삼정 문란으로 전라도 각지에서 일어난 난을 무마하기 위해 파견된 호남 선무사 조구하(趙龜夏)의 행렬을 부안 농민들이 가로막고 불법 수탈 행위의 시정을 요구하였다. 이 요구가 무시되자 관리들을 밟아 죽이고 조구하는 쫓아 보냈다. 조정의 명을 받은 전라도 관찰사 정헌교(鄭獻敎)는 김홍상 등을 효수함으로써 난을 진압하고, 조구하는 파직되었다.

## 같이 보기
- 삼정의 문란
- 조선 후기의 농민 반란